# Antonio de Nebrija Egyetem
Az Antonio de Nebrija Egyetem (spanyolul: Universidad Antonio de Nebrija) egy spanyolországi magánegyetem, mely madridi székhelye mellett, több kihelyezett tanszékkel is rendelkezik Madrid autonóm közösségen belül: La Berzosa, Dehesa de la Villa, San Rafael és egy új épületegyüttes Princesában. Nevét Antonio de Nebrija spanyol humanista után kapta.
Az egyetemet 1995-ben alapították, s alap- és mesterképzések széles körét kínálja.

## Külső hivatkozások
- Antonio de Nebrija Egyetem